# Andriej Dierżawin
Andriej Władimirowicz Dierżawin, ros. Андрей Владимирович Держа́вин (ur. 20 września 1963 w Uchcie) − rosyjski piosenkarz i kompozytor.
Karierę rozpoczął w 1985 grupie „Stalker”. W latach 2000–2017 grał na instrumentach klawiszowych w rosyjskiej grupie „Maszyna Wriemieni”.
Piosenki skomponowane przez Dierżawina adaptowane są m.in. przez polskie zespoły disco polo. Znany przebój Kasiu Katarzyno (Катя-Катерина) wykonywany był np. przez grupę Milano.